# Cathédrale Saints-Pierre-et-Paul de Tomsk
La cathédrale Saints-Pierre-et-Paul de Tomsk (Петропавловский собор) est une église orthodoxe située à Tomsk en Russie. Elle est dédiée aux apôtres saint Pierre et saint Paul.

## Histoire
La cathédrale Saints-Pierre-et-Paul est construite sur une hauteur dominant la rivière Ouchaïka. Cet endroit est appelé depuis le XVIIe siècle le « monticule de Moukhi », du nom d'un brigand menaçant qui sévissait dans les forêts des environs au tournant du XVIIe siècle et du XVIIIe siècle. Il y avait une chapelle de bois à cet endroit auparavant.
Elle est bâtie au début du XXe siècle dans un style néobyzantin à la russe d'après les plans de l'architecte Andreï Langer et elle est consacrée en 1911. L'abside sud est consacrée à saint Jean-Baptiste et la nord à la Nativité de la Vierge. Le culte y est interdit à partir de 1938 par les autorités communistes et en 1940 on y installe un entrepot d'une fabrique de spiritueux. Le culte est à nouveau autorisé en 1945 (ou 1944 selon certaines sources)). L'église de la Sainte-Trinité et la cathédrale Saints-Pierre-et-Paul sont les seules églises orthodoxes à être ouvertes à Tomsk dans les années 1950-1990. L'église des vieux-croyants l'est aussi à partir de 1944.

## Aujourd'hui

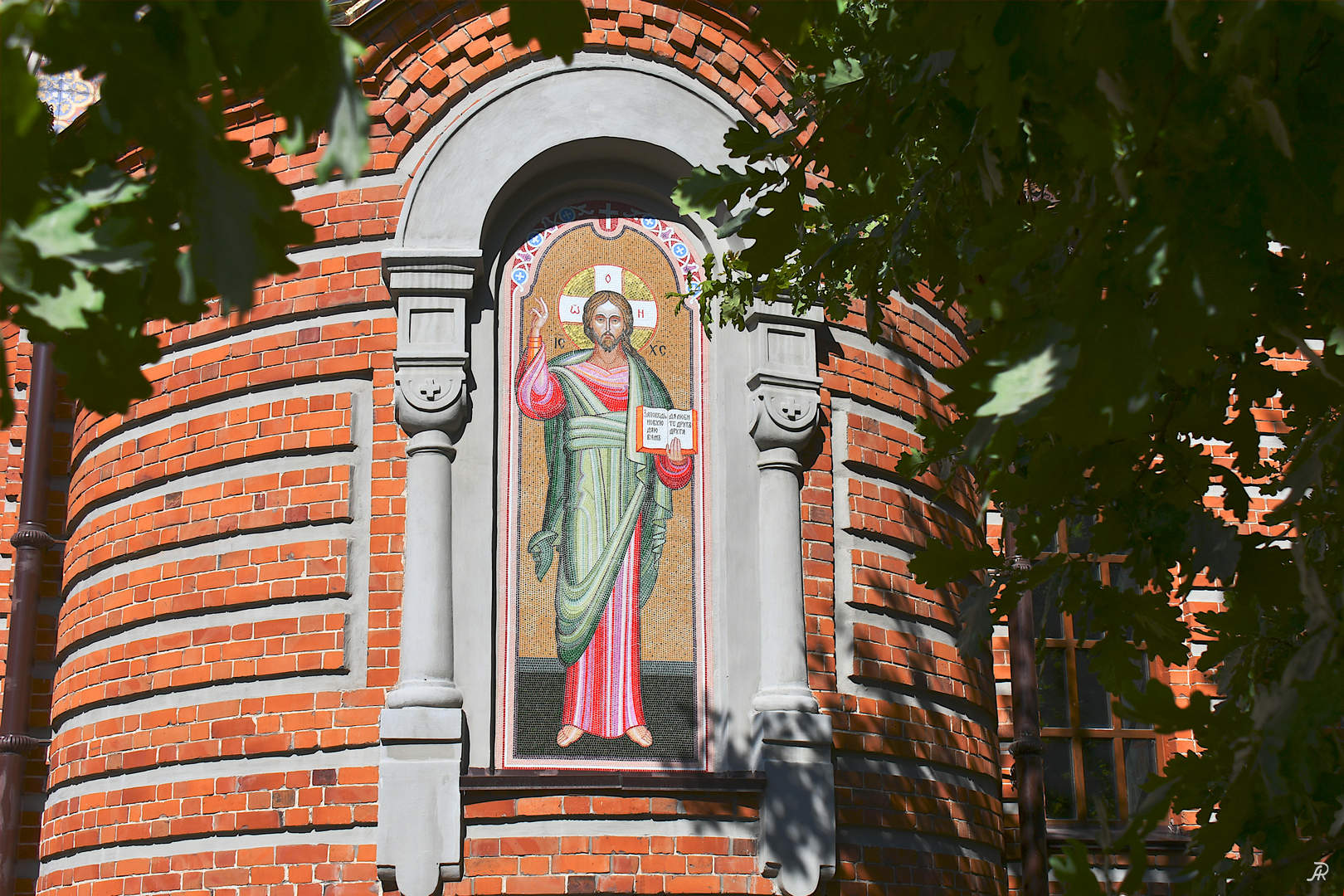
Mosaïque représentant Jésus.

L'église donne des cours de catéchisme (école du dimanche) et dispose d'un club pour la jeunesse et d'une bibliothèque. Elle a été visitée à deux reprises par le patriarche Alexis II (en 1991 et en 2002) et par le patriarche Cyrille en septembre 2013.
La décoration de l'édifice est caractérisée par la délicatesse de ses détails, faits de briques de parement rouges et de grès jaune. Sa façade est ornée de carreaux de terre cuite.

## Liens
- (ru) Site officiel de la paroisse
- (ru) Orthodoxie à Tomsk
- (ru) La cathédrale Saints-Pierre-et-Paul de Tomsk

- (ru) Cet article est partiellement ou en totalité issu de l’article de Wikipédia en russe intitulé « Петропавловский собор (Томск) » (voir la liste des auteurs).